# Xestia fuscostigma
Xestia fuscostigma là một loài bướm đêm trong họ Noctuidae.